# Loi Gamma
En théorie des probabilités et en statistiques, une distribution Gamma ou loi Gamma est un type de loi de probabilité de variables aléatoires réelles positives. La famille des distributions Gamma inclut, entre autres, la loi du χ² et les distributions exponentielles et la distribution d'Erlang. Une distribution Gamma est caractérisée par deux paramètres k et θ et qui affectent respectivement la forme et l'échelle de la représentation graphique de sa fonction de densité.
Les distributions Gamma sont utilisées pour modéliser une grande variété de phénomènes, et tout particulièrement les phénomènes se déroulant au cours du temps où par essence, le temps écoulé est une grandeur réelle positive ; c'est le cas par exemple dans l'analyse de survie.

## Définition

### Paramétrage avec la formeket l'échelleθ
Soient k et θ deux réels strictement positifs. Une variable aléatoire X suit une loi Gamma de paramètres k et θ, ce que l'on note aussi {\displaystyle X\,\sim \Gamma (k,\theta )} (où Γ est la majuscule de la lettre grecque gamma) si sa fonction de densité de probabilité peut se mettre sous la forme :
{\displaystyle f(x;k,\theta )={\frac {x^{k-1}\mathrm {e} ^{-{\frac {x}{\theta }}}}{\Gamma (k)\theta ^{k}}}},
pour tout x > 0. Dans l'expression ci-dessus, Γ désigne la fonction Gamma d'Euler. Le paramètre k s'appelle le paramètre de forme, et le paramètre θ est un paramètre d'échelle.

### Paramétrage avec la formeαet l'intensitéβ
Alternativement, la distribution Gamma peut être paramétrée à l'aide d'un paramètre de forme α = k et d'un paramètre d'intensité {\displaystyle \beta =1/\theta } (rate parameter) :
{\displaystyle f(x;\alpha ,\beta )=x^{\alpha -1}{\frac {\beta ^{\alpha }\,\mathrm {e} ^{-\beta \,x}}{\Gamma (\alpha )}}\ \mathrm {pour} \ x>0}.
Les deux paramétrages sont répandus, selon le contexte. On note la même notation {\displaystyle \Gamma (k,\theta )} et {\displaystyle \Gamma (\alpha ,\beta )} pour la loi pour les deux paramétrages. La notation est ambigüe, mais elle dépend du paramétrage choisi.

## Propriétés

### Moyenne et variance
La moyenne (espérance) d'une distribution gamma est le produit des paramètres de forme et d'échelle :
{\displaystyle \mu =k\theta =\alpha /\beta }
La variance est donnée par :
{\displaystyle \sigma ^{2}=k\theta ^{2}=\alpha /\beta ^{2}}
L'inverse de la racine carré du paramètre de forme donne le coefficient de variation :
{\displaystyle \sigma /\mu =1/{\sqrt {k}}=1/{\sqrt {\alpha }}}.

### Coefficient d'asymétrie
Le coefficient d'asymétrie d'une distribution gamma ne dépend que du paramètre de forme et vaut {\displaystyle 2/{\sqrt {k}}.}

### Moments
Pour tout n entier, le n-ième moment vaut :
{\displaystyle \mathrm {E} [X^{n}]=\theta ^{n}{\frac {\Gamma (k+n)}{\Gamma (k)}}=\theta ^{n}\prod _{i=1}^{n}(k+i-1)}.

### Somme
Si chaque Xi suit la loi Γ(ki, θ) pour i = 1, 2,...,  N, et si les variables aléatoires Xi sont indépendantes, alors :
{\displaystyle \sum _{i=1}^{N}X_{i}\sim \Gamma \left(\sum _{i=1}^{N}k_{i},\theta \right)}.

### Changement d'échelle
Soit X une variable aléatoire qui suit une loi gamma de paramètres de forme k et d'échelle θ. Alors pour tout t > 0, la variable tX est distribuée selon une loi {\displaystyle \Gamma (k,t\theta )} de paramètre de forme k et d'échelle tθ. Dit autrement pour le paramétrage (α, β), si X suit une loi gamma de paramètres de forme α et d'intensité β, alors tX est distribuée selon une loi de paramètre de forme {\displaystyle \alpha } et d'intensité β/t, que l'on note également {\displaystyle \Gamma (\alpha ,\beta /t)}.

## Lien avec les autres distributions

### Contraintes sur les paramètres
- Si {\displaystyle X\sim {\Gamma }(k=1,\theta =1/\lambda )\,}, alors X a une distribution exponentielle de paramètre λ. En effet, pour {\displaystyle k=1}, l'expression de la densité {\displaystyle f(x;k,\theta ={\frac {1}{\lambda }})={\frac {x^{k-1}\mathrm {e} ^{-x/\theta }}{\theta ^{k}\Gamma (k)}}={\frac {x^{k-1}\lambda ^{k}\mathrm {e} ^{-\lambda x}}{\Gamma (k)}}} devient {\displaystyle \lambda \mathrm {e} ^{-\lambda x}}. Il s'agit bien de la densité de probabilité de la distribution exponentielle de paramètre λ.
- Si {\displaystyle X\sim {\Gamma }(k=\nu /2,\theta =2)\,}, alors X est identique à une variable qui suit χ2(ν), la loi du χ² avec ν degrés de liberté.
- Si k est un entier, la loi Gamma est une distribution d'Erlang.
- Si {\displaystyle X^{2}\sim {\Gamma }(3/2,2a^{2})\,}, alors X a une distribution de Maxwell-Boltzmann avec comme paramètre a.[Information douteuse]

### Autres manipulations
- Si X a une distribution Γ(k, θ), alors 1/X a une distribution loi gamma inverse, de paramètres k et θ−1.
- Si X et Y sont distribuées indépendamment selon des lois Γ(α, θ) et Γ(β, θ) respectivement, alors X / (X + Y) a une distribution beta de paramètres α et β.
- Si Xi sont distribuées selon des lois Γ(αi, θ) respectivement, alors le vecteur (X1 / S,  ...,  Xn / S), où S = X1 + ... + Xn, suit une distribution de Dirichlet de paramètres α1,  ...,  αn.
- Pour k grand, la distribution Gamma converge vers une loi normale, de moyenne μ = (k – 1)θ et de variance σ2 = (k – 1)θ2. De plus, quels que soient k et θ, en fixant de cette manière les constantes μ et σ, les densités de probabilité de la distribution Gamma Γ(k, θ) et de la loi normale {\displaystyle {\mathcal {N}}(\mu ,\sigma ^{2})} ont alors deux points d'inflexion aux mêmes abscisses, à savoir {\displaystyle \mu +\sigma =\theta (k-1)+\theta {\sqrt {k-1}}} et {\displaystyle \mu -\sigma =\theta (k-1)-\theta {\sqrt {k-1}}}.

## Propriété de concentration
Si {\displaystyle X\sim \chi ^{2}(k)}, alors pour tout {\displaystyle t>0}, {\displaystyle \mathbb {P} \left(X\geq k+2{\sqrt {kt}}+2t\right)\leq \mathrm {e} ^{-t}}  et  {\displaystyle \mathbb {P} \left(X\leq k-2{\sqrt {kt}}\right)\leq \mathrm {e} ^{-t}}.

## Généralisation
Une loi Gamma généralisée a été définie avec un troisième paramètre:
{\displaystyle f(x;k,\theta ,b)={\frac {bx^{bk-1}\mathrm {e} ^{-\left({\frac {x}{\theta }}\right)^{b}}}{\Gamma (k)\theta ^{bk}}}},
afin de réunir dans une même famille la loi Gamma, la loi de Weibull et la loi exponentielle.